# 桃园乡
桃园乡，是中华人民共和国四川省南充市嘉陵区曾经下辖的一个乡。2019年10月，撤销集凤镇、礼乐乡、桃园乡，将其所属行政区域划归龙蟠镇管辖。

## 行政区划
桃园乡撤销前下辖以下地区：
三元村、金牛山村、南阳坝村、水堰口村、曾家沟村、下院山村、周家湾村、胥家沟村、蛾蛾坟村、炭浆坪村、石膏嘴村和阳山观村。